# Radio El
Radio El – prywatna, lokalna rozgłośnia radiowa w Elblągu, powstała w czerwcu 1992 roku, z inicjatywy jej pierwszego szefa Witolda Wernera. Początkowo, jeszcze piracko – obecna była na częstotliwości 73,10 MHz. Później, już legalnie – na 72,74 i 92,60 MHz. We wrześniu 2003 roku stacja przeniosła się na częstotliwość 94,10 MHz.
Znana była przede wszystkim z niekonwencjonalnych akcji: np. posadzenia dębu Kotana w pierwszą rocznicę śmierci Marka Kotańskiego, tablicy upamiętniającej podział województwa elbląskiego, oraz nadania nazwy Apolitycznego Rogu 2 Maja – jednemu ze skwerów w centrum Elbląga, w miejscu, gdzie spotykają się ulice 1 Maja oraz 3 Maja.
Założycielem Radia El był Witold Werner, który był jego pierwszym redaktorem naczelnym. Później został nim Paweł Kasperczyk. Pierwszym utworem wyemitowanym przez Radio El 10 czerwca 1992 roku, dokładnie o godzinie 16:00, był utwór Radio Ga Ga, grupy Queen. Utwór powracał na antenę, co roku o tej samej porze – w kolejną rocznicę powstania rozgłośni.
Lokalna stacja swoją emisję zakończyła 5 marca 2012 o godzinie 17:00. Stację przejęło Radio Eska.

## Bardziej znani redaktorzy, którzy przewinęli się przez całą historię rozgłośni (wraz z tytułami audycji)
- Ryszard Barszcz (Chichot Elvisa, Cyk)
- Krzysztof Bidziński (Elbląska Encyklopedia Muzyczna – Muzyczny Elbląg, od 9 września 2007 do 4 marca 2012)
- Marcin Borchardt (Top-Mix – magazyn aktualności muzycznych, Mechaniczna Pomarańcza)
- Michał Florczak (Fonograf)
- Tomasz Gliniecki
- Marta Hajkowicz
- Ingrid Hintz
- Krzysztof Jaworski (Pudding czekoladowy, Harmonia sfer, Lista Przebojów Radia El, Elbląska Encyklopedia Muzyczna – Muzyczny Elbląg)
- Paweł Kasperczyk
- Krzysztof Lepiesza (Lista Przebojów Radia El)
- Marek Nowosad (Pogo)
- Marcin Cimaszkiewicz (Pogo, programy autorskie)
- Andrzej Oletzki (Poetyka przetrwania)
- Ireneusz Pietroń (Poetyka przetrwania)
- Janusz Pietruszyński (Lista Przebojów Radia El, od 11 września 1993 do 22 lutego 1997)
- Tadeusz Piotrowski (Radio w kapciach), (Lista przebojów dla 40-latków, czyli fruwa stara marynara)
- Krzysztof Rokita (Płonący sterowiec – klasyka rocka)
- Janusz Salmonowicz
- Mira Stankiewicz
- Krzysztof Kacprzak (Klasyczna muzyka Soul i R&B)
- Maciej Uchmański (Czarno To Widzę)
- Sebastian Bona-Kuchejda
- Agnieszka Staszewska
- Mariusz Ściwiarski (Przeboje stare, starsze i najstarsze)
- Joanna Ułanowska
- Grażyna Słomka (Magazyn Kulturalny od 1992 do 1996)
- Teresa Wojcinowicz (Wędrówki z przewodnikiem, MAK – Magazyn Aktualności Kulturalnych)
- Sławek Żaba (Żaboraba, Lista Przebojów Radia El, od 1 marca 1997 do ?, Lista Dance Power Dance)
- Mirosław Grażewicz (odpowiedzialny za wszelką elektronikę, cały system nadawczy i komputerowy Radia El w latach: 1991-2011)